# Facundo Rivero
Facundo Emanuel Rivero (Lanús, Argentina; 7 de agosto de 1993) es un futbolista argentino. Juega de defensa y su equipo actual es Ferro Carril Oeste de la Primera B Nacional.

## Trayectoria
Comenzó su carrera en el Club Deportivo Aguilares en Argentina en el año 2012. Luego, se trasladó a San Martín (T), donde se coronó campeón del Torneo Federal A en 2016, logrando el ascenso a la Primera B Nacional.
Posteriormente, en 2016, se unió a San Lorenzo de Alem, también en Argentina. Jugó allí durante la temporada 2016-2017, participando en 26 partidos y anotando 3 goles. Luego, se unió a Unión Aconquija en 2017 y permaneció hasta 2018.
Después de su paso por Unión Aconquija, regresó a San Lorenzo de Alem para la temporada 2018-2019. En 2020, se incorporó a Racing de Córdoba donde fue campeón del Torneo Federal A en 2022.
En diciembre de 2022, adquiere su primera experiencia internacional al fichar por Mushuc Runa de Ecuador, para disputar la temporada 2023 de la Serie A de Ecuador. El 6 de agosto de 2023 marcó un gol de tiro libre sobre el final del encuentro por la primera fecha de la segunda etapa de la Serie A ecuatoriana en una sufrida victoria de su equipo 1-0 ante Independiente del Valle.

## Clubes
Actualizado al último partido disputado el 2 de diciembre de 2023.
| Club                | País          | Año           | Partidos | Goles |
| ------------------- | ------------- | ------------- | -------- | ----- |
| Deportivo Aguilares | Argentina     | 2012          | 1        | 0     |
| San Martín (T)      | Argentina     | 2013-2016     | 51       | 1     |
| San Lorenzo de Alem | Argentina     | 2016-2017     | 26       | 3     |
| Unión Aconquija     | Argentina     | 2017-2018     | 9        | 2     |
| San Lorenzo de Alem | Argentina     | 2018-2019     | 18       | 0     |
| Racing de Córdoba   | Argentina     | 2020-2022     | 61       | 5     |
| Mushuc Runa         | Ecuador       | 2023          | 21       | 3     |
| Racing de Córdoba   | Argentina     | 2024-presente | 0        | 0     |
| Total carrera       | Total carrera | Total carrera | 187      | 14    |

## Palmarés

### Campeonatos nacionales
| Título           | Club           | País      | Año  |
| ---------------- | -------------- | --------- | ---- |
| Torneo Federal A | San Martín (T) | Argentina | 2016 |
| Torneo Federal A | Racing (C)     | Argentina | 2022 |